# Annibale Frossi
Annibale Frossi (Muzzana del Turgnano, 6 luglio 1911 – Milano, 26 febbraio 1999) è stato un allenatore di calcio, giornalista e calciatore italiano, di ruolo attaccante.

## Biografia
Affetto da miopia sin da giovanissimo, corresse questo disturbo visivo utilizzando gli occhiali dai quali non si separava mai, neanche in campo: provvedeva, infatti, ad assicurarli con un elastico intorno alla nuca. Era laureato in legge, grazie agli studi cui si dedicò durante l'attività agonistica; ciò, insieme alle sue teorie sul difensivismo, gli valse il soprannome di "dottor Sottile".
Poco dopo aver cessato l'attività sportiva, divenne capufficio all'Alfa Romeo; in seguito alla richiesta di un suo superiore decise di intraprendere la carriera di allenatore.
Negli anni settanta collaborò al Corriere della Sera, di cui fu apprezzato opinionista con articoli sulle partite più importanti della giornata sportiva, e con vari quotidiani (come La Stampa). Morì a Milano il 26 febbraio 1999 a causa di una polmonite: a Udine, in sua memoria, gli è stata dedicata una via cittadina, vicino allo Stadio Friuli.

## Caratteristiche tecniche

### Giocatore
Esterno offensivo dotato di un'ottima velocità (percorreva i 100 metri in 11 secondi e 4 decimi, palla al piede), secondo le parole di Gianni Brera «possedeva grande scatto e ammirevole coordinazione: non aveva gran tocco di palla ed era scarso in acrobazia perché, miope, doveva giocare con gli occhiali». Vittorio Pozzo, per rimarcarne la prontezza in area di rigore, lo definì «un opportunista della più bell'acqua». Possedeva inoltre un eccellente tiro dalla media distanza e fu un ottimo esecutore degli schemi di gioco.

## Carriera

### Giocatore

#### Club
Esordì nel calcio professionistico con l'Udinese nel 1930, giocando talvolta come attaccante centrale, emergendo in diverse sfide come uno dei migliori in campo sia nella stagione 1929-1930 che nella stagione 1930-1931. Con i friulani conquistò la promozione in Serie B nel 1929-1930 e contribuì alla salvezza nella stagione successiva.
Nell'agosto 1931, considerato da critici e competenti come l'autentica rivelazione della stagione appena conclusa, cambiò società, lasciando l'Udinese dopo aver giocato 32 partite, e giunse al Padova. La squadra arrivò seconda a fine campionato, ottenendo la promozione in Serie A, nella quale Frossi esordì il 9 ottobre 1932 nella vittoria per 3-0 contro il Genoa; a fine campionato, i veneti giunsero quattordicesimi. Dopo due stagioni a Padova, nelle quali mise a segno dieci reti in 47 gare, passò (complice l'adempimento del servizio di leva) al Bari, nuovamente nella serie cadetta: in Puglia siglò dodici reti in 30 presenze complessive. Nel 1934-1935 tornò invece al Padova, appena retrocesso dalla massima serie: le 14 reti siglate da Frossi non evitarono una nuova retrocessione in Serie C.
Il 12 settembre 1935, in quanto caporale maggiore della fanteria della "Gran Sasso", era a bordo della nave Saturnia a Napoli, impegnata a portare le truppe per la guerra d'Etiopia; per ordine del gerarca aquilano Adelchi Serena venne fatto sbarcare e passò a L'Aquila, di cui Serena era stato presidente, con l'intento di far ottenere la promozione in massima serie agli abruzzesi. Frossi siglò nove reti in 34 gare. Dopo aver sostenuto un provino con la Lucchese, venne in seguito acquistato per 50.000 lire dall'Associazione Sportiva Ambrosiana-Inter, squadra nella quale giocò dal 1936 al 1942 vincendo due scudetti (nel 1937-1938 e nel 1939-1940) ed una Coppa Italia nel 1938-1939, la prima nella storia del club proprio grazie a una sua rete in finale. In tutto, con la maglia dell'Inter, Frossi segnò 49 gol in 147 partite, di cui 40 in campionato in 125 gare. Dopo una stagione alla Pro Patria (1942-1943) durante la seconda guerra mondiale, chiuse la sua carriera di calciatore nel 1945 all'età di 34 anni, vincendo il Torneo Lombardo con il Como, nel quale disputò 5 gare mettendo a segno due reti

#### Nazionale

Frossi con la maglia della Nazionale durante le Olimpiadi del 1936

Frossi accosciato secondo da sinistra, nell'Italia universitaria nel 1938

Frossi venne scoperto dall'allenatore della Nazionale italiana Vittorio Pozzo mentre militava in Serie B: il commissario tecnico lo convocò quindi per i Giochi olimpici del 1936, poco dopo il suo passaggio all'Ambrosiana, in una rosa che vedeva tutti giocatori esordienti.
Nei giochi olimpici l'ala friulana vinse la medaglia d'oro e divenne capocannoniere del torneo con 7 reti, segnando in tutte e quattro le gare disputate. Siglò infatti il gol decisivo nella prima gara contro gli Stati Uniti, mise a segno una tripletta contro il Giappone, marcò la rete del 2-1 ai supplementari della semifinale contro la Norvegia e segnò la doppietta che diede la vittoria agli azzurri contro l'Austria in finale.
Dopo le quattro partite delle Olimpiadi, fu convocato in Nazionale B per un incontro contro l'Austria vinto per 3-2 il 21 marzo 1937 e per un ultimo incontro con la Nazionale maggiore, contro l'Ungheria il 25 aprile 1937, nel quale segnò ancora una rete, diventando uno dei giocatori italiani con la migliore media-gol in Nazionale: otto le sue reti in cinque partite. In seguito, Pozzo preferì Piero Pasinati e non convocò più Frossi in nazionale.

### Allenatore
Intraprese la carriera di allenatore, guidando dapprima il Luino dal 1946 al 1948, passando poi al Mortara per una stagione. Nel 1949 passò invece alla guida del Monza, dove rimase per quattro campionati conquistando la promozione in Serie B nel 1950-1951. Diede le sue dimissioni nel novembre 1953 (gli subentrò Fioravante Baldi) per accettare la panchina nel Torino sostituendo Jesse Carver: dopo diverse complicazioni dovute al termine del contratto con il Monza, esordì con i granata in Serie A, guidando la formazione piemontese fino al 1956 conquistando due agevoli salvezze. In questi anni fu anche osservatore tecnico della Nazionale e in seguito anche selezionatore della Nazionale della Serie B.

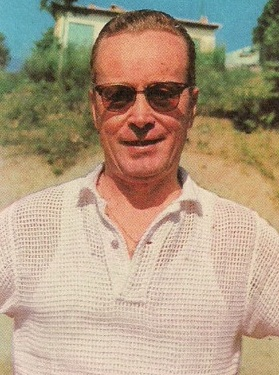
Frossi allenatore del Modena (1963)

Nel 1956 arrivò la chiamata dell'Inter di Angelo Moratti: Frossi affiancò, in qualità di direttore tecnico, l'allenatore Luigi Ferrero, fautore (contrariamente al friulano) di un gioco votato all'attacco. Dopo una sconfitta al debutto, la squadra inanellò dodici risultati utili consecutivi ma una serie di passaggi a vuoto nel girone di ritorno (tra cui numerosi pareggi) portò all'esonero di Ferrero. Frossi rimpiazzò quest'ultimo per 6 giornate, prima di essere sostituito da Giuseppe Meazza e di assumere il ruolo di osservatore per la società nerazzurra. Il 17 febbraio 1958 venne chiamato ad allenare il Genoa subentrando a Renzo Magli: esordì sulla panchina ligure con la vittoria per 4 a 2 contro la Roma del 23 febbraio. Al termine della stagione ottenne la salvezza, così come nella stagione seguente.
Nel 1959 Frossi fu ingaggiato da Achille Lauro (proprietario del club a tutti gli effetti, sebbene ne delegasse la gestione ad un dirigente) per guidare il Napoli che nella stagione precedente era incappato in pesantissime sconfitte in trasferta contro il Milan (6-1, l'8 febbraio 1959) e Roma (8-0, il 29 marzo 1959). Dopo una campagna acquisti che portò in Campania Schiavone, Cuman e Rambone, i partenopei si trovarono alla quarta giornata senza aver guadagnato un punto, con un bilancio di due reti segnate e dieci subite; Frossi fu quindi sostituito l'11 ottobre 1959 da Amadei che alla prima partita, il 18 ottobre 1959, diede i primi punti alla squadra, frutto di una vittoria casalinga contro l'Atalanta per 1-0. Retrocesso al ruolo osservatore del club, carica occupata proprio da Amadei poco prima, suggerì invano a Lauro l'acquisto di Picchi e Rivera.
Il 18 aprile del 1960 tornò al Genoa, in sostituzione ancora una volta di Jesse Carver, ottenendo all'esordio un pareggio contro il Padova. In quella stagione, il Genoa retrocesse all'ultimo posto a zero punti a causa di un illecito sportivo. Rimasto sulla panchina rossoblù anche in serie cadetta, Frossi venne esonerato il 13 marzo 1961 dopo la sconfitta casalinga per 2 a 1 contro l'Alessandria. Nel dicembre 1962 fu ingaggiato dal Modena, che disputava la Serie A 1962-1963, al posto di Vittorio Malagoli e ottenne la permanenza in massima serie. La stagione seguente è ancora alla guida del club emiliano in coppia con Mario Genta, che lo sostituì quando Frossi venne licenziato il 18 febbraio 1964. Chiuse la carriera di allenatore alla Triestina nel 1964-1965, nella serie cadetta: a fine stagione la squadra retrocesse in Serie C. Fece parte dello staff come direttore tecnico anche nella prima parte del 1965-1966, prima di essere sostituito da Bruno Arcari dopo undici giornate.

## Statistiche

### Presenze e reti nei club
| Stagione                | Squadra                 | Campionato              | Campionato | Campionato | Coppe nazionali | Coppe nazionali | Coppe nazionali | Coppe continentali | Coppe continentali | Coppe continentali | Altre coppe | Altre coppe | Altre coppe | Totale | Totale |
| Stagione                | Squadra                 | Comp                    | Pres       | Reti       | Comp            | Pres            | Reti            | Comp               | Pres               | Reti               | Comp        | Pres        | Reti        | Pres   | Reti   |
| ----------------------- | ----------------------- | ----------------------- | ---------- | ---------- | --------------- | --------------- | --------------- | ------------------ | ------------------ | ------------------ | ----------- | ----------- | ----------- | ------ | ------ |
| 1929-1930               | Udinese                 | PD                      | 1          | 0          | -               | -               | -               | -                  | -                  | -                  | -           | -           | -           | 1      | 0      |
| 1930-1931               | Udinese                 | B                       | 30+1       | 6+2        | -               | -               | -               | -                  | -                  | -                  | -           | -           | -           | 31     | 8      |
| Totale Udinese          | Totale Udinese          | Totale Udinese          | 31+1       | 6+2        |                 | -               | -               |                    | -                  | -                  |             | -           | -           | 32     | 8      |
| 1931-1932               | Padova                  | B                       | 30         | 9          | -               | -               | -               | -                  | -                  | -                  | -           | -           | -           | 30     | 9      |
| 1932-1933               | Padova                  | A                       | 17         | 1          | -               | -               | -               | -                  | -                  | -                  | -           | -           | -           | 17     | 1      |
| 1933-1934               | Bari                    | B                       | 30         | 12         | -               | -               | -               | -                  | -                  | -                  | -           | -           | -           | 30     | 12     |
| 1934-1935               | Padova                  | B                       | 26         | 14         | -               | -               | -               | -                  | -                  | -                  | -           | -           | -           | 26     | 14     |
| Totale Padova           | Totale Padova           | Totale Padova           | 73         | 24         |                 | -               | -               |                    | -                  | -                  |             | -           | -           | 73     | 24     |
| 1935-1936               | L’Aquila                | B                       | 34         | 9          | CI              | 3               | 0               | -                  | -                  | -                  | -           | -           | -           | 37     | 9      |
| 1936-1937               | Ambrosiana-Inter        | A                       | 27         | 11         | CI              | 4               | 1               | CEC                | 6                  | 3                  | -           | -           | -           | 37     | 15     |
| 1937-1938               | Ambrosiana-Inter        | A                       | 22         | 4          | CI              | 3               | 1               | -                  | -                  | -                  | -           | -           | -           | 25     | 5      |
| 1938-1939               | Ambrosiana-Inter        | A                       | 22         | 10         | CI              | 5               | 3               | CEC                | 1                  | 1                  | -           | -           | -           | 28     | 14     |
| 1939-1940               | Ambrosiana-Inter        | A                       | 26         | 7          | CI              | 1               | 0               | CEC                | 2                  | 0                  | -           | -           | -           | 29     | 7      |
| 1940-1941               | Ambrosiana-Inter        | A                       | 16         | 7          | CI              | -               | -               | -                  | -                  | -                  | -           | -           | -           | 16     | 7      |
| 1941-1942               | Ambrosiana-Inter        | A                       | 12         | 1          | CI              | -               | -               | -                  | -                  | -                  | -           | -           | -           | 12     | 1      |
| Totale Ambrosiana-Inter | Totale Ambrosiana-Inter | Totale Ambrosiana-Inter | 125        | 40         |                 | 13              | 5               |                    | 9                  | 4                  |             | -           | -           | 147    | 49     |
| 1942-1943               | Pro Patria              | B                       | 24         | 3          | CI              | -               | -               | -                  | -                  | -                  | -           | -           | -           | 24     | 3      |
| 1944-1945               | Como                    | TBL                     | 5          | 2          | -               | -               | -               | -                  | -                  | -                  | -           | -           | -           | 5      | 2      |
| Totale carriera         | Totale carriera         | Totale carriera         | 311+1      | 96+2       |                 | 16              | 5               |                    | 9                  | 4                  |             | -           | -           | 337    | 107    |

### Cronologia presenze e reti in nazionale[22]
| Cronologia completa delle presenze e delle reti in nazionale ― Italia | Cronologia completa delle presenze e delle reti in nazionale ― Italia | Cronologia completa delle presenze e delle reti in nazionale ― Italia | Cronologia completa delle presenze e delle reti in nazionale ― Italia | Cronologia completa delle presenze e delle reti in nazionale ― Italia | Cronologia completa delle presenze e delle reti in nazionale ― Italia | Cronologia completa delle presenze e delle reti in nazionale ― Italia | Cronologia completa delle presenze e delle reti in nazionale ― Italia |
| Data                                                                  | Città                                                                 | In casa                                                               | Risultato                                                             | Ospiti                                                                | Competizione                                                          | Reti                                                                  | Note                                                                  |
| --------------------------------------------------------------------- | --------------------------------------------------------------------- | --------------------------------------------------------------------- | --------------------------------------------------------------------- | --------------------------------------------------------------------- | --------------------------------------------------------------------- | --------------------------------------------------------------------- | --------------------------------------------------------------------- |
| 3-8-1936                                                              | Berlino                                                               | Stati Uniti                                                           | 0 – 1                                                                 | Italia                                                                | Olimpiadi 1936 - Ottavi di finale                                     | 1                                                                     |                                                                       |
| 7-8-1936                                                              | Berlino                                                               | Giappone                                                              | 0 – 8                                                                 | Italia                                                                | Olimpiadi 1936 - Quarti di finale                                     | 3                                                                     |                                                                       |
| 10-8-1936                                                             | Berlino                                                               | Norvegia                                                              | 1 – 2 dts                                                             | Italia                                                                | Olimpiadi 1936 - Semifinale                                           | 1                                                                     |                                                                       |
| 15-8-1936                                                             | Berlino                                                               | Austria                                                               | 1 – 2 dts                                                             | Italia                                                                | Olimpiadi 1936 - Finale                                               | 2                                                                     | 1º titolo olimpico                                                    |
| 25-4-1937                                                             | Torino                                                                | Italia                                                                | 2 – 0                                                                 | Ungheria                                                              | Coppa Internazionale                                                  | 1                                                                     |                                                                       |
| Totale                                                                |                                                                       | Presenze                                                              | 5                                                                     |                                                                       | Reti (39º posto)                                                      | 8                                                                     |                                                                       |

## Palmarès

### Giocatore

#### Club
- Campionato italiano: 2

Ambrosiana-Inter: 1937-1938, 1939-1940
- Coppa Italia: 1

Ambrosiana-Inter: 1938-1939
- Torneo Benefico Lombardo: 1

Como: 1944-1945

#### Nazionale
- Oro olimpico: 1

Berlino 1936

#### Individuale
- Capocannoniere dei Giochi olimpici: 1

Berlino 1936 (7 gol)

### Allenatore
- Campionato italiano Serie C: 1

Monza: 1950-1951 (girone A)